# Mistrzostwa Polski w Szermierce 2011
Mistrzostwa Polski w Szermierce 2011 - 82. edycja indywidualnie i 71. edycja drużynowych Mistrzostw Polski odbyła się w dniach 8-11 września 2011 roku we Wrocławiu. W zawodach wystartowało około 550 zawodników i zawodniczek, dla których była to ostatnia eliminacja do reprezentacji na Mistrzostwa Świata w Szermierce 2011, które odbędą się w Katanii.

## Klasyfikacja medalowa
| Msc | Klub                    | złoto | srebro | brąz | Razem |
| --- | ----------------------- | ----- | ------ | ---- | ----- |
| 1.  | AZS AWF Warszawa        | 3     | 2      | 2    | 7     |
| 2.  | Sietom AZS AWFiS Gdańsk | 2     | 2      | 2    | 6     |
| 3.  | OŚ AZS Poznań           | 2     | 1      | 1    | 4     |
| 4.  | AZS AWF Wrocław         | 1     | 2      | 2    | 5     |
| =   | AZS AWF Katowice        | 1     | 2      | 2    | 5     |
| 6.  | Wrocławianie            | 1     | -      | 2    | 3     |
| 7.  | KKSz Konin              | 1     | -      | 1    | 2     |
| =   | AZS AWF Kraków          | 1     | -      | 1    | 2     |
| 9.  | AZS AWF Poznań          | -     | 2      | 1    | 3     |
| 10. | KKS Kraków              | -     | 1      | 1    | 2     |
| 11. | TMS Sosnowiec           | -     | -      | 3    | 3     |

## Medaliści

### kobiety
| Konkurencja:                         | Złoto:                                                                                      | Srebro:                                                                                  | Brąz:                                                                                      |
| Medalistki indywidualne              |                                                                                             |                                                                                          |                                                                                            |
| floret (startowało 49 zawodniczek)   | Sylwia Gruchała (Sietom AZS AWFiS Gdańsk)                                                   | Martyna Synoradzka (Sietom AZS AWFiS Gdańsk)                                             | Karolina Chlewińska (Sietom AZS AWFiS Gdańsk) Małgorzata Wojtkowiak (AZS AWF Poznań)       |
| szabla (startowało 36 zawodniczek)   | Katarzyna Kędziora (OŚ AZS Poznań)                                                          | Irena Więckowska (OŚ AZS Poznań)                                                         | Bogna Jóźwiak (OŚ AZS Poznań) Marta Puda (TMS Sosnowiec)                                   |
| szpada (startowało 59 zawodniczek)   | Danuta Dmowska-Andrzejuk (AZS AWF Warszawa)                                                 | Natalia Królak (AZS AWF Warszawa)                                                        | Ewa Nelip (AZS AWF Warszawa) Beata Tereba-Zawrotniak (AZS AWF Kraków)                      |
| Medalistki drużynowe                 |                                                                                             |                                                                                          |                                                                                            |
| floret drużynowo (startowało 9 ekip) | Sietom I AZS AWF Gdańsk Sylwia Gruchała Karolina Chlewińska Magdalena Knopp Iwona Olbromska | AZS AWF Poznań Marta Ciesielska Agata Kantorska Martyna Synoradzka Małgorzata Wojtkowiak | AZS AWF I Warszawa Aleksandra Breś Katarzyna Kryczało Marta Matysik Magdalena Mroczkiewicz |
| szabla drużynowo(startowało 8 ekip)  | AZS Poznań Bogna Jóźwiak Katarzyna Kędziora Irena Więckowska Agnieszka Zdrojewska           | AZS AWF I Warszawa Małgorzata Kozaczuk Matylda Ostojska Izabela Sajewicz Martyna Wątora  | TMS I Sosnowiec Marta Puda Lidia Sołtys Karolina Walczak Marta Wątor                       |
| szpada drużynowo (startowało 9 ekip) | AZS AWF I Warszawa Danuta Dmowska-Andrzejuk Ewa Nelip Małgorzata Stroka Magdalena Piekarska | AZS AWF Wrocław Blanka Błach Justyna Kaca Kamila Strug Karolina Marcinkowska             | AZS AWF I Katowice Małgorzata Bereza Julita Głowacka Dominika Mosler Martyna Szymańska     |

### mężczyźni
| Konkurencja:                          | Złoto:                                                                               | Srebro:                                                                             | Brąz:                                                                                 |
| Medaliści indywidualni                |                                                                                      |                                                                                     |                                                                                       |
| floret (startowało 61 zawodników)     | Marcin Zawada (AZS AWF Warszawa)                                                     | Maciej Włosek (Sietom AZS AWFiS Gdańsk)                                             | Tomasz Gmerek (KS Wrocławianie) Leszek Rajski (KS Wrocławianie)                       |
| szabla (startowało 51 zawodników)     | Marcin Koniusz (AZS AWF Katowice)                                                    | Jakub Ceranowicz (AZS AWF Katowice)                                                 | Adrian Stanisławski (KKSz Konin) Maciej Regulewski (TMS Sosnowiec)                    |
| szpada (startowało 69 zawodników)     | Robert Andrzejuk (AZS AWF Wrocław)                                                   | Michał Adamek (AZS AWF Wrocław)                                                     | Feliks Fraś (KKS Kraków) Tomasz Motyka (AZS AWF Wrocław)                              |
| Medaliści drużynowi                   |                                                                                      |                                                                                     |                                                                                       |
| floret drużynowo (startowało 11 ekip) | Wrocławianie I Leszek Rajski Tomasz Gmerek Radosław Pietrusiewicz Paweł Szumielewicz | Sietom AZS AWF I Gdańsk Maciej Włosek Paweł Osmański Paweł Kawiecki Radosław Glonek | Sietom AZS AWF II Gdańsk Michał Janda Piotr Janda Krystian Gryglewski Filip Franceson |
| szabla drużynowo (startowało 9 ekip)  | KKSz I Konin Mateusz Górski Jakub Kacprzak Patryk Pałasz Adrian Stanisławski         | AZS AWF I Katowice Jakub Ceranowicz Maciej Radwański Adam Skrodzki Ryszard Szymik   | AZS AWF II Katowice Bartosz Koniusz Krzysztof Koniusz Marcin Koniusz Piotr Koniusz    |
| szpada drużynowo (startowało 14 ekip) | AZS AWF Kraków Karol Kostka Piotr Kruczek Michał Sobieraj Radosław Zawrotniak        | KKS Kraków Marcel Baś Feliks Fraś Bartłomiej Język Kamil Wrona                      | AZS AWF II Wrocław Maciej Barabasz Roland Gromada Adam Pracławski Michał Staszak      |